# Liste de ponts des Ardennes
Liste de ponts des Ardennes, non exhaustive, représentant les édifices présents et/ou historiques dans le département des  Ardennes, en France.

## Grands ponts
Les ouvrages de longueur totale supérieure à 100 m du département des Ardennes sont classés ci-après par gestionnaires de voies.

## Ponts présentant un intérêt architectural ou historique
Les ponts des Ardennes inscrits à l’inventaire national des monuments historiques sont recensés ci-après.
- Pont de Fumay à Haybes - Fumay - XIXe siècle
- Pont dit la Passerelle - Fumay - XIXe siècle
- Pont - Neufmanil - XIXe siècle

## Sources
Base de données Mérimée du Ministère de la Culture et de la Communication.